# Dagspresserie
En dagspresserie är en tecknad serie som publiceras i dagstidningar. Jämte serietidningar och seriealbum är det det vanligaste formatet för tecknade serier.
En dagspresserie publiceras vanligen dels om vardagarna (måndag till lördag) i avsnitt om en stripp (en dagsstripp) och dels på söndagar, då oftast i längre episoder om flera strippar (en söndagssida). Vanligt är att serierna trycks svartvita på vardagar och i färg på söndagar.
Om serien har en handling som sträcker sig över flera strippar, så har söndagssidor och dagsstrippar vanligen separata handlingar. Enstaka undantag har dock funnits, men har brukat inneburit vissa svåröverstigliga problem, inte minst som att många tidningar inte publicerar både dagsstrippar och söndagssidor.
Formatet har sitt ursprung i USA. Det är också vanligt förekommande i Europa och Sydamerika.

## Betydande dagspresserier

### Från Argentina
- Mafalda

### Från Japan
se yonkoma

### Från Norge
- Nemi
- Pondus

### Från Storbritannien
- Axa
- Laban
- Modesty Blaise
- Tuffa Viktor

### Från Sverige
- Adamson
- Assar
- Elvis
- Hälge
- Rocky

### Från USA
- Blixt Gordon
- Blondie
- Buck Rogers
- Dilbert
- Doonesbury
- Ernie
- Fantomen
- Krazy Kat
- Gustaf
- Hagbard Handfaste
- Kalle och Hobbe
- Knasen
- Mandrake
- Prins Valiant
- Snobben
- Zits